# 石渡乡
石渡乡，是中华人民共和国江西省九江市武宁县下辖的一个乡镇级行政单位。

## 行政区划
石渡乡下辖以下地区：
新峰村、石渡村、安乐村、官田村、洞口村、柳山村、丰年村和盘溪村。